# Detroit blues
El Detroit blues es un tipo de música blues interpretrada por músicos originarios de Detroit, Míchigan, principalmente durante las décadas de 1940 y 1960. Este estilo se originó cuando intérpretes del Delta blues se trasladaron hacia el norte de Estados Unidos de América desde el delta del Misisipi y Memphis, Tennessee, hasta las plantas industriales de Detroit en las décadas de 1920 y 1930. El Detroit blues típico es muy similar al Chicago blues distinguiéndose su sonido del Delta blues gracias a la amplificación de los instrumentos y a un orden más ecléctico de los mismos, incluyendo el bajo y el piano.
John Lee Hooker es el único intérprete de Detroit blues que ha conseguido reconocimiento, tanto en Estados Unidos como internacionalmente, debido a que las compañías discográficas y los promotores musicales solían ignorar el panorama musical de Detroit en favor del de Chicago, de mayor influencia y tamaño. El panorama musical de Detroit estaba centralizado en uno de sus barrios, denominado "Black Bottom".

## Intérpretes destacados
- Alberta Adams
- Andre Williams
- Big Maceo Merriweather
- Bobo Jenkins
- Calvin Frazier
- Eddie Burns
- Joe Weaver
- John Lee Hooker
- Johnnie Bassett
- Nolan Strong & the Diablos